# حميد نعيم الغزي
حميد نعيم الغزي من مواليد محافظة ذي قار عام 1978 رئيس مجلس محافظة محافظة ذي قار يشغل الآن منصب رئيس الأمانة العامة لمجلس الوزراء العراقي عن كتلة سائرون محافظة ذي قار